# 新華文軒
新華文軒出版傳媒股份有限公司（英語：Xinhua Winshare Publishing and Media Co., Ltd.，港交所：0811、上交所：601811），簡稱新華文軒出版傳媒股份、新華文軒出版傳媒、新華文軒出版、新華文軒，前身為新華文軒連鎖股份有限公司，是中华人民共和国四川省的一家出版传媒公司，是四川新华出版发行集团最大的控股子公司，业务领域覆盖了出版物、实体书店、网络书商、学校教材采购和文化投资等。党委书记、董事長為周青，地址位於中國四川省成都市金牛区蓉北商貿大道文軒路6號。

## 历史
新华文轩的前身新华书店在1937年由當時中國共產黨中央黨報委員會於陝西省延安市設立，名為“新華書店”。2000年，四川省新华书店集团成立。2003年，更名为“四川新华发行集团有限公司”。2005年，成立了“新华文轩连锁股份有限公司”。2007年，新华文轩在香港交易所主板上市。2010年，新华文轩收购四川出版集团，更名为“新华文轩出版传媒股份有限公司”。2016年，新华文轩在上海证券交易所上市。
新華文軒公布，為推動公司2021-2025年戰略規劃的落地實施，滿足公司供應鏈服務產業需求，公司於10月29日通過擬用自有資金向新華創智購買位於成都市溫江區花土路936號「中國西部文化城」38棟、39棟、50棟的3宗辦公用途不動產，總建築面積為1.66萬平方米，估值為1.95億元人民幣。

## 简介
旗下有图书及音像电子网络数字产品出版单位10家，分别为四川人民出版社、四川教育出版社、四川少年儿童出版社、四川科学技术出版社、四川美术出版社、四川文艺出版社、四川辞书出版社、巴蜀书社、天地出版社、四川数字出版传媒有限公司。主要業務为在中国大陆經營圖書、音像零售門店、教材教輔發行、向圖書出版商提供輔助支援及服務。

## 股票
新华文轩招股價為4.8至5.8港元之間，發行股份為369,400,000股H股，集資額為21億港元，而股份則在2007年5月30日於香港交易所主板上市。2016年8月8日，公司股票在上海证券交易所上市，成为中国大陆首家“A+H”出版传媒领域上市公司。

## 連結
- 新华书店
- 四川人民出版社
- 四川美术出版社
- 四川辞书出版社